# 小仓辉美
小仓辉美（日语：／ Ogura Terumi ，1963年10月7日—），前日本女自行车手，耶和华见证人。

## 经历
高知大学毕业后，她在高知市的名为山根自行车店（サイクルショップ ヤマネ）工作。
1988年，她参加了首尔奥运会的个人自行车比赛项目。